# I Feel Love
I Feel Love ist ein Lied der US-amerikanischen Sängerin Donna Summer, das im Mai 1977 erstmals erschien. Aufgrund seiner innovativen Produktionstechnik und seines ausschließlich mit synthetischen Mitteln produzierten Instrumentals gilt der Disco-Titel als Pionierstück der Elektronischen Tanzmusik sowie als bedeutender Vorläufer der House- und Techno-Musik.

## Entstehung und Veröffentlichung
Das Lied wurde von der Interpretin selbst, zusammen mit den Koautoren Pete Bellotte und Giorgio Moroder, geschrieben. Die beiden Koautoren zeichneten zudem auch für die Produktion verantwortlich. Die Aufnahmen entstanden in Moroders Musicland Studios in München.
Die Erstveröffentlichung von I Feel Love erfolgte am 13. Mai 1977 als Teil von I Remember Yesterday bei Casablanca Records (Katalognummer: ATL 50378), dem fünften Studioalbum von Donna Summer. Am 13. Mai 1977 erschien das Lied als Single aus dem Album. Diese erschien in ihrer Standardausführung als 7″-Single mit der B-Seite Can’t We Just Sit Down (And Talk It Over) (Katalognummer: ATL 10 63). In den Niederlanden gab es die Besonderheit, das auf dem Frontcover nur der Titel der B-Seite angegeben war (Katalognummer: Groovy GR 1226). Zudem erschienen verschiedene 12″-Single-Ausführungen, unter anderem mit der B-Seite Love to Love You (Katalognummer: NBD-20104) oder auch Theme from the Deep (Down, Deep Inside) (Katalognummer: NBD 20104).

## Stil
I Feel Love kombinierte erstmals repetitive Synthesizer-Loops mit einer durchgängigen 4-to-the-floor-Bassdrum und einem Offbeat-Hi-Hat, was zehn Jahre später zu einem Hauptmerkmal von Techno und House werden sollte. Wie vorher schon Kraftwerk verwendete Moroder ausschließlich repetitive elektronische Klänge, fügte jedoch einen durchgängigen, tanzbaren Four-On-The-Floor-Rhythmus hinzu und stellte diesen in den Vordergrund, so dass eine tanzbare Variante der elektronischen Popmusik entstand. Somit stellt I Feel Love ein Bindeglied zwischen Kraftwerk und Techno dar.
Mit I Feel Love wird der Entwurf eines futuristischen Titels vorgestellt, dessen musikalischer Gehalt, abgesehen vom Gesang, im Wesentlichen von einer Synthesizer-Sequenz getragen wird. Damit war der Titel eine der ersten von elektronischen Instrumenten dominierten Disco-Produktionen. Während die Album-Version knapp sechs Minuten dauert, erschien der Titel auch in einer über achtminütigen Maxisingle-Version. Brian Eno erkannte bereits kurz nach der Veröffentlichung die innovative Kraft des Titels. Weitere Musiker wie Gabi Delgado-López und Jürgen Engler gaben an, insbesondere durch die Sequenz des Songs geprägt worden zu sein.

## Sequenzereinsatz
Beeinflusst durch den Krautrock und die Berliner Schule wollte Moroder für I Remember Yesterday ein zukunftsweisendes Stück produzieren. Der Gebrauch des Sequenzers war bereits durch Tangerine Dream auf den Alben Phaedra (1974) und insbesondere Rubycon (1975) etabliert worden.
I Feel Love basiert im Wesentlichen auf einer Basslinie, die von Robert Wedel (Popol Vuh) programmiert wurde. Wedel, seines Zeichens Toningenieur, Programmierer und Assistent von Eberhard Schoener, hatte dieselbe Sequenzertechnik für das ebenfalls 1977 veröffentlichte Album From Here to Eternity von Giorgio Moroder angewandt. Da Moroder über keine entsprechende Technik verfügte, war er auf den Synthesizer Moog 3p angewiesen, den Schoener 1969 nach Deutschland brachte. In einem Interview mit dem Deutschen Museum äußerte Schoener, dass er hierzu in die USA gereist war, um Bob Moog in seiner Werkstatt in Trumansburg, New York, zu treffen. Moog hatte jedoch seinerzeit kein fertiges Gerät vorrätig und verkaufte Schoener stattdessen den Moog 3p der Beatles, den diese gerade zurückgeschickt hatten, weil John Lennon die neuartige Technik als „zu kompliziert“ erschien. In I Feel Love ist folglich derselbe Moog 3p zu hören wie auf dem Beatles-Album Abbey Road. Dieser steht heute im Deutschen Museum in München. Moroder gab später an, vom Moog 3p keine Ahnung gehabt zu haben. Selbst wenn er diesen besäße, „hätte er dem Gerät keinen Ton entlocken können.“ Hierfür engagierte er Wedel.
Eberhard Schoener legte dar, gemeinsam mit Wedel die Art des Sequenzereinsatzes erfunden und erstmals auf dem 1977er Krautrock-Album Trance-formation verwendet zu haben. Schoener selbst nannte die Technik das „Black-&-Decker-Prinzip“.

„Wir nannten es so nach der Werbung, in der der Firmenname in einem rasend schnellen, abgehackten Rhythmus ausgesprochen wurde. Beim Moog-Synthesizer war ein Sequenzer dabei. Dieser Sequenzer erlaubte es, ganz bestimmte Tonfolgen zu wiederholen und so den Black-&-Decker-Effekt hervorzurufen. Es waren viele Versuche nötig, bis die Computerklänge dieses Rattern erzeugten. Wir wurden für den Deutschen Schallplattenpreis nominiert, da das Black-&-Decker-Prinzip etwas völlig Neues war.“

Verärgert darüber, dass Wedel dieses Konzept an Moroder weitergab, führte Schoener daraufhin einen Rechtsstreit gegen Moroder – verlor diesen aber aufgrund seiner „Unerfahrenheit“.

## Rezeption
Der Titel entwickelte sich nach der Veröffentlichung zu einem Klubhit in der Schwulenszene.
Bekannt ist I Feel Love den Fernsehzuschauern in Deutschland als musikalische Untermalung des Trailers der Science-Fiction-Sendereihe der ARD, die von 1978 bis 1981 in loser Folge samstagabends ausgestrahlt wurde; gezeigt wurden dazu im Wechsel ein Saturn-V-Raketenstart und Bilder aus Pulp-Magazinen.

## Kommerzieller Erfolg

### Chartplatzierungen
I Feel Love avancierte zum Nummer-eins-Hit in Belgien-Flandern, den Niederlanden, Österreich und dem Vereinigten Königreich. Im Vereinigten Königreich wurde es zu ihrem einzigen Nummer-eins-Hit.
| ChartsChartplatzierungen       | Höchstplatzierung | Wochen/ Monate |
| ------------------------------ | ----------------- | -------------- |
| Deutschland (GfK)              | 3 (21 Wo.)        | 21 Wo.         |
| Österreich (Ö3)                | 1 (5 Mt.)         | 5 Mt.          |
| Schweiz (IFPI)                 | 2 (9 Wo.)         | 9 Wo.          |
| Vereinigte Staaten (Billboard) | 6 (23 Wo.)        | 23 Wo.         |
| Vereinigtes Königreich (OCC)   | 1 (13 Wo.)        | 13 Wo.         |

| ChartsJahrescharts (1977) | Platzierung |
| ------------------------- | ----------- |
| Deutschland (GfK)         | 27          |
| Österreich (Ö3)           | 6           |

### Auszeichnungen für Musikverkäufe
Die Single verkaufte sich laut Schallplattenauszeichnungen über 1,7 Millionen Mal, davon eine Million Mal in den Vereinigten Staaten, wofür es eine Goldene Schallplatte gab.
| Land/Region                  | Auszeichnungen für Musikverkäufe (Land/Region, Auszeichnung, Verkäufe) | Verkäufe  |
| ---------------------------- | ---------------------------------------------------------------------- | --------- |
| Kanada (MC)                  | Platin                                                                 | 100.000   |
| Vereinigte Staaten (RIAA)    | Gold                                                                   | 1.000.000 |
| Vereinigtes Königreich (BPI) | Platin                                                                 | 600.000   |
| Insgesamt                    | 1× Gold · 2× Platin ·                                                  | 1.700.000 |

## Coverversionen
Von dem Titel gab es verschiedene Remixe und Coverversionen. So hatte Patrick Cowley mit einem 15-minütigen Remix 1982 einen Clubhit, und 1984 veröffentlichten Bronski Beat auf ihrem Album The Age of Consent eine Version des Stücks. Die ausgekoppelte Single wurde gemeinsam mit Marc Almond 1985 als Medley eingespielt, bestehend aus den Donna-Summer-Titeln I Feel Love und Love to Love You Baby sowie aus John Leytons Johnny Remember Me. Sie belegte in England Platz 3 der Singlecharts.
Eine Singleveröffentlichung mit neuerlichen Remixes und neuen Vocals von Donna Summer erreichte 1995 nochmals die englischen Top 10.
Die Blue Man Group coverte den Song zusammen mit der US-amerikanischen Synthie-Pop-Band Venus Hum, den Gesangspart übernahm deren Sängerin Annette Strean. Diese percussion- und gitarrenlastige Version erschien auf den Alben The Complex (2003) und How to be a Megastar (2008) und wurde zusammen mit der Band bei den zugehörigen Tourneen live gespielt.
Die Red Hot Chili Peppers haben den Song während ihrer By the Way World Tour mehrmals live angespielt (Gesang John Frusciante).